# Fabio Volo
Fabio Volo, pseudònim de Fabio Bonetti (Calcinate, Bèrgam, 23 de juny de 1972), és un actor, escriptor, locutor de ràdio, presentador de televisió, guionista i actor de doblatge italià.

## Biografia
Fabio Volo va néixer a Calcinate, província de Bèrgam, el 23 de juny de 1972, i va créixer a Brescia, ciutat on encara hi viu la seva família. Després de deixar l'escola als quinze anys, va començar a treballar al forn de pa dels seus pares i també va passar uns mesos treballant a Londres per aprendre anglès. El 1994 va gravar un disc per Media Records del que van sortir uns quants singles dance; un d'ells es deia Volo i d'aquí prové el seu nom artístic. El 1996 i gràcies a Claudio Cecchetto va entrar a treballar a Radio Capital, i això es va convertir en un veritable trampolí.
El 1998 va presentar el programa Le iene, la versió italiana del Caiga quien caiga, juntament amb Simona Ventura i Andrea Pellizzari al canal Italia 1. Des d'aquell moment, ha participat en altres programes televisius on destaquen, per exemples, Lo spaccanoci, la sèrie de programes Italo… per a la MTV o Volo in diretta, que s'emet a RAI 3 des del 21 de març de 2012.
L'any 2000 va començar a treballar a l'emissora Radio Deejay amb el seu programa Il Volo del mattino, que encara s'emet de dilluns a divendres de nou a deu del matí (amb Maurizio Rossato al control tècnic). El programa, líder d'audiència a la seva franja horària, inclou cançons, trucades amb els oients, poesies i monòlegs, a banda de les intervencions de Spank, un gos de dibuixos animats.
El 2010 va prestar la seva veu per llegir el poema "Desiderata" de Max Ehrmann dins del projecte Parole Note, obra de Maurizio Rossato, un nou diàleg entre música i poesia; els beneficis es destinen a la fundació Umberto Veronesi. El març de 2012 es va posar a la venda el segon volum de Parole Note.
Els seus llibres, publicats amb Mondadori, han tingut un gran èxit a Itàlia, arribant a tenir cinc títols de forma simultània a la llista dels llibres més venuts.
Actualment viu a Milà, tot i que passa temporades a Roma (sobretot por feina) i a Nova York, on té previst obrir un forn de pa en el futur.

## Obra

### Novel·les
- Esco a fare due passi, Milà, A. Mondadori, 2001. ISBN 88-04-48394-6
- È una vita che ti aspetto, Milà, A. Mondadori 2003. ISBN 88-04-50411-0
- Un posto nel mondo, Milà, A. Mondadori 2006. ISBN 88-04-53879-1
- Il giorno in più, Milà, A. Mondadori 2007). ISBN 978-88-04-57245-9
- El temps que voldria (Il tempo che vorrei, 2009), trad. de Sílvia Alemany Vilalta, Rosa dels vents, 2011. ISBN 978-8401339202
- Le prime luci del mattino, Milà, A. Mondadori, 2011. ISBN 978-88-04-61389-3
- La strada verso casa, Milà, A. Mondadori, 2013. ISBN 978-88-04-63357-0

### Relats
- Dall'altra parte del binario, Milà, amb el Corriere della Sera, 2007
- La mela rossa, Milà, amb el Corriere della Sera, 2008
- La mia vita, Milà, amb el Corriere della Sera, 2011

## Filmografia

### Actor
- Casomai (2002), dirigida per Alessandro D'Alatri
- Playgirl (2002), dirigida per Fabio Tagliavia
- La febbre (2005), dirigida per Alessandro D'Alatri
- Manuale d'amore 2 - Capitoli successivi (2007), dirigida per Giovanni Veronesi
- Uno su due (2007), dirigida per Eugenio Cappuccio
- Bianco e nero (2008), dirigida per Cristina Comencini
- Matrimoni e altri disastri (2010), dirigida per Nina Di Majo
- Figli delle stelle (2010), dirigida per Lucio Pellegrini
- Niente paura (2010), dirigida per Piergiorgio Gay
- Il giorno in più (2011), dirigida per Massimo Venier i basada en el seu llibre homònim Il giorno in più

### Guionista
- Uno su due (2007), dirigida per Eugenio Cappuccio
- Il giorno in più (2011), dirigida per Massimo Venier

### Doblatge
- Opopomoz (2003), dirigida per Enzo D'Alò (veu de Farfaricchio)
- Kung Fu Panda (2008), dirigida per Mark Osborne i John Stevenson (veu de Po a la versió italiana)
- Kung Fu Panda: els secrets dels cinc furiosos (2009), dirigida per Raman Hui (veu de Po a la versió italiana, I segreti dei cinque cicloni)
- Kung Fu Panda 2 (2011), dirigida per Jennifer Yuh (veu de Po a la versión italiana)

### Televisió
- Le iene, Italia 1 (1998-2001)
- Ca' Volo, MTV Italia (2001-2002)
- Il Volo, La7 (2001-2002)
- Il coyote, MTV Italia (2003)
- Smetto quando voglio, Italia 1 (2003)
- Lo spaccanoci, Italia 1 (2005)
- Italo Spagnolo, MTV Italia (2006)
- Italo Francese, MTV Italia (2007)
- Italo Americano, MTV Italia (2008)
- Volo in diretta, Rai 3 (2012)